# 11202 Teddunham
11202 Teddunham (1999 FA10) là một tiểu hành tinh vành đai chính.